# Entspannungsverdampfung
Entspannungsverdampfung ist das Entstehen von Dampf bei Absenken des Druckes in einem mit Flüssigkeit befüllten, unter Überdruck (zur Umgebung) stehenden geschlossenen Behälter.
Klassische Beispiele sind die Druckabsenkung in der Trommel eines Dampferzeugers (Zwangumlaufkessel oder Naturumlaufkessel) oder das Sprudeln beim Öffnen einer Mineralwasserflasche.
In der Trommel kommt es bei der Entspannungsverdampfung zur Überhitzung der Flüssigkeit und damit dem Entstehen von Dampf. In der Mineralwasserflasche wird durch das Öffnen des Deckels der Druck in der Flasche verringert, sodass die im Wasser gelösten Anteile von Kohlensäure „ausgasen“. Hierbei handelt es sich allerdings nicht um den Übergang einer Flüssigkeit in den gasförmigen Aggregatzustand, sondern um das Austreten eines gelösten Gases aus einer Flüssigkeit, was sich jedoch ähnlich äußert (Bildung von Gasblasen usw.).

## Physikalische Betrachtung
Zur Entspannungsverdampfung kommt es in einem geschlossenen Behälter, der mit gesättigt siedender Flüssigkeit und der zugehörigen Dampfphase befüllt ist, wenn der Druck durch Freigeben eines Austrittsquerschnitts (z. B. einem Ventil) abgesenkt wird.

Entspannungsverdampfung im TS-Diagramm; 1-gesättigt siedender Anfangszustand, 2-Momentaufnahme des Zustands bei p*, 2a-gesättigt siedende Flüssigkeit, 2b-Sattdampf

Im geschlossenen Behälter hat die Flüssigkeit bei gegebener Temperatur T1 einen Druck pstart - dem Sättigungsdruck der entsprechenden Temperatur, der durch den Zustand 1 im TS-Diagramm durch die Siedelinie festgelegt ist. Wird das Ventil geöffnet, so sinkt der Druck ab, das neue Druckniveau p* (p* < pstart) breitet sich mit Wellenausbreitungsgeschwindigkeit a im Behälter aus. Die Temperatur hingegen kann sich nicht mit gleicher Geschwindigkeit anpassen, da sie Wärme- und Stoffübertragungs-Mechanismen an der Phasengrenze Wasser/Dampf unterliegt, die langsamer verlaufen. Dieser Zeitverzug kann als Siedeverzugszeit bezeichnet werden.
In diesem Zustand ist die Flüssigkeit überhitzt, sie und ihr Dampf befinden sich nicht mehr im thermodynamischen Gleichgewicht.
Dieser Zustand bedeutet, dass die Flüssigkeit Wärme abgeben muss – in diesem Falle geschieht das durch einen Energieeintrag an Siedekeime und schon vorhandene Dampfblasen im Behälter. Dies führt zum Blasenwachstum und deren Aufstieg und schließlich zum Aufwallen der Flüssigkeit und zur Ausspeicherung von Masse und Energie in Form von Dampf – der Vorgang, der im Allgemeinen als „Kochen“ bezeichnet wird. Der Dampf transportiert somit Energie aus dem Behälter.
Das Gemisch durchläuft unter der Annahme isentroper Vorgänge hierbei die senkrechte Isentrope „s“ vom Ausgangszustand T1(pstart) bis zum neuen Endzustand pende. Betrachtet man eine Momentaufnahme des Zustandes 2, der nach dem Öffnen des Ventils erreicht wird und zwischen Anfangs- und Endzustand liegt, so verläuft die Entspannungsverdampfung dergestalt, dass die Flüssigkeit vom Punkt 2 aus den Punkt 2a und damit den Zustand „gesättigt siedend“, der Dampf den Zustand 2b, „Sattdampf“ erreicht.
Ist das thermodynamische Gleichgewicht zwischen den Phasen wieder erreicht, kommt die Entspannungsverdampfung zum Erliegen. Die Zusammensetzung von flüssiger und Dampfphase für ein Gemisch chemischer Stoffe kann durch eine Flash-Rechnung bestimmt werden.
Den Vorgang der Massenausspeicherung in Form von Dampf nutzt man in Dampferzeugern mit Trommel, z. B. Naturumlauf- oder Zwangumlaufkessel, da hier nach einer Druckabsenkung zur Leistungssteigerung sofort – je nach Bauart und Größe – etwa 200 bis 600 kg Dampf pro bar Druckabsenkung zur Verfügung stehen.
In Kraftwerksanlagen sind bei Betriebsdrücken von 70–200 bar Druckentlastungen um 5–10 % des Nenndruckes bei Laständerung üblich. Das entspricht einer Leistungsänderungsgeschwindigkeit von etwa 5–10 % pro Minute.

## In Stichworten
- Druckabsenkung führt zur Überhitzung der Flüssigkeit
- Neuer Druck verbreitet sich mit Wellenausbreitungsgeschwindigkeit a im Behälter
- Temperaturänderung wird durch Wärme- und Stoffübergange an den Phasengrenzen verlangsamt
- Thermodynamisches Gleichgewicht liegt nicht mehr vor
- Überhitzung wird durch Energieübertrag an Siedekeime und vorhandene Dampfblasen abgebaut
- Energieeintrag in Siedekeimen und Blasen führt zum Blasenwachstum und Aufstieg der Blasen
- Ausspeichern von Masse in Form von Dampf entzieht dem System die Temperatur
- Neuer thermodynamischer Gleichgewichtszustand wird erreicht